# Ріальто

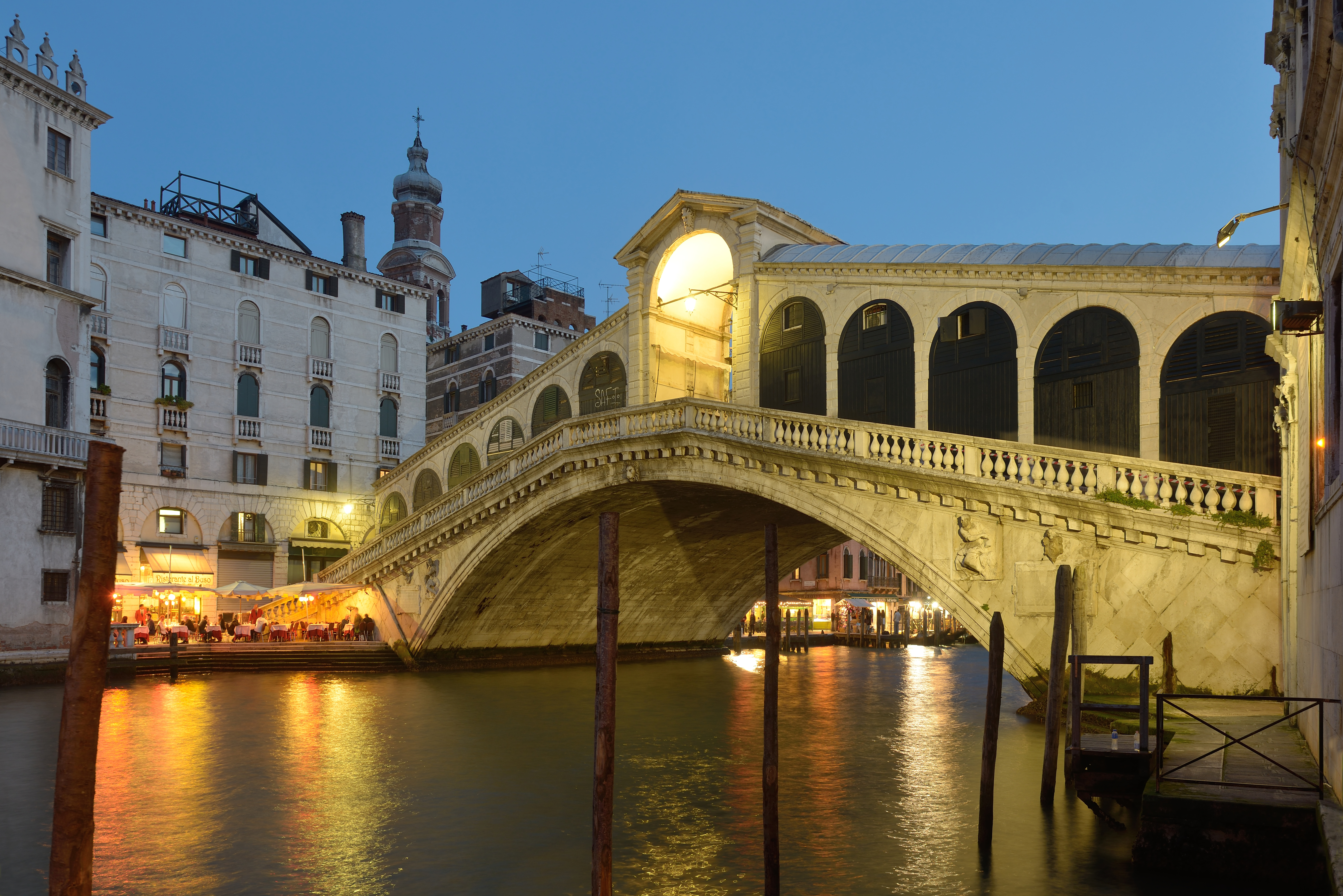
Міст Ріальто

45°26′19″ пн. ш. 12°20′05″ сх. д. / 45.4385° пн. ш. 12.3348° сх. д.
Ріальто — острів, а пізніше центральний район Венеції у сестьєре Сан-Поло. Протягом багатьох століть був фінансовим та комерційним осердям міста. Сьогодні Ріальто відомий своїми знаменитими ринками, а також монументальним мостом Ріальто через Гранд-канал.

## Назва
Назва походить від латинського виразу rivus praealtus («дуже глибокий канал»), потім rivus altus («глибокий канал»), що відносився до сучасного Гранд-каналу, частину берега якого утворювали острови сучасного району  Ріальто.

## Історія

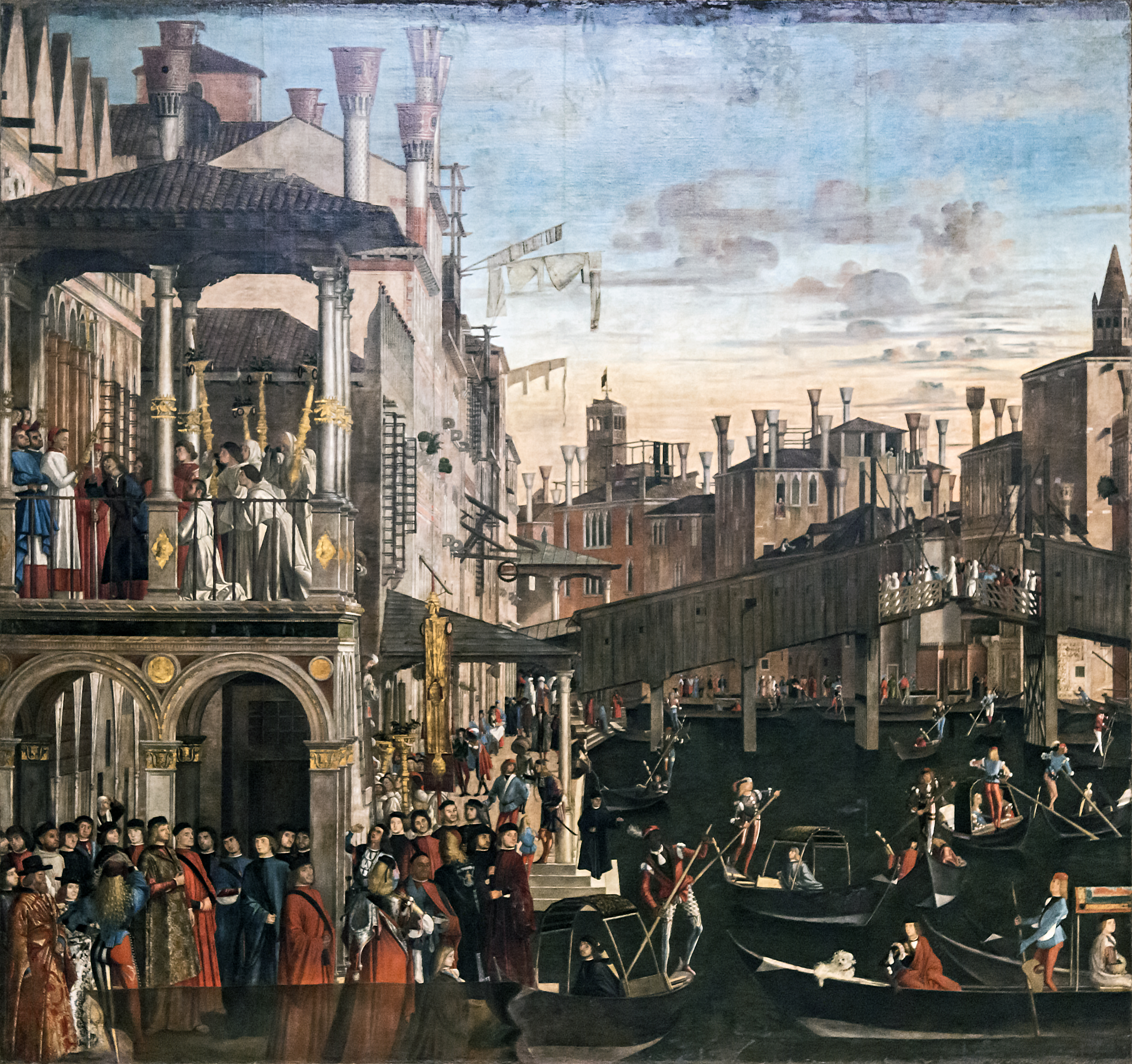
Чудо Святого хреста в Ріальто. Вітторе Карпаччо, початок XVI ст.

Ця територія була заселена в IX столітті, коли невелика територія в центрі островів Реалтін по обидві сторони Ріо-Бузініак була відома як Rivoaltus, або  «глибокий канал». Згодом Бузініак став відомий як Гранд-канал, а район — Ріальто, причому ця назва стосувалось лише території на лівому березі Гранд-каналу.
У 811 році, після завершення франксько-візантійсько-венеційської війни, що показала вразливість міста Маламокко на острові Лідо до нападів з моря і втечі дожа Обелеріо Антенореа до Константинополя, новий дож Анджело Партичипаціо (811-27) переніс свою резиденцію з Маламокко на острів Ріальто і розпочав його забудову.

Ріальто набув особливої важливості у 1097 році, коли туди перемістився венеційський ринок, а в наступному столітті в цьому місці через Гранд-канал був встановлений понтонний міст, що забезпечував доступ до ринку з протилежного берегу. Незабаром його замінив постійний дерев'яний міст Ріальто. В Ріальто одночасно розвивались як роздрібні, так і оптові ринки. Навколо ринків були побудовані склади, в тому числі знаменитий Фондако-дей-Тедескі на протилежному березі, неподалік від мосту. Поступово тут з'явилися ювеліри, міняйли та антикварні лавки та крамниці з предметами розкоші (сучасна вулиця Ruga Vecchia di San Giovanni та її продовження Rughetta del Ravano), банки та страхові агентства, а також міські податкові служби. Міська скотобійня також знаходилась в Ріальто.

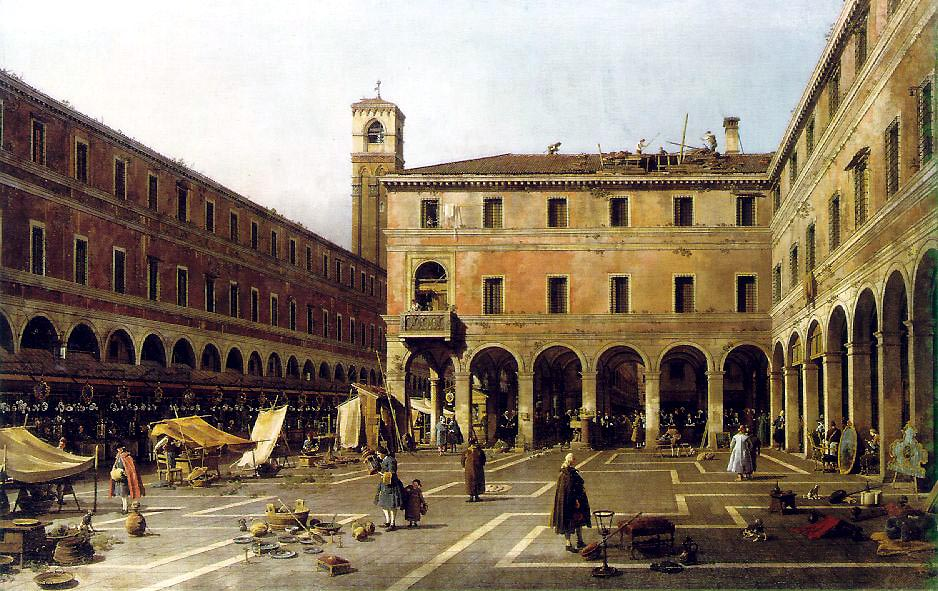
Площа Ріальто. Антоніо Каналетто, XVIII ст.

Більшість забудови середньовічного Ріальто були знищені під час пожежі в 1514 році, коли єдиною вцілілою будівлею Ріальто залишилась лише церква Сан-Джакомо-ді-Ріальто. Решта території була поступово відбудована, і вже до початку XVI століття відноситься будівля Fabriche Vechie, тоді як Fabbriche Nuove зведена лише трохи пізніша, у 1553 році. Статуя Горбуна Ріальто (італ. Il Gobbo di Rialto) також була встановлена в XVI столітті.
Ріальто згадується в літературних творах, зокрема в творі Шекспіра «Венеційський купець», де на початку дії III, сцена I Саланіо запитує «Які новини на Ріальто?» . В «Сонетах з Португалії» Елізабет Баррет Браунінг пише: «Душа Ріальто має свій товар...» (Сонет 19).

## Ринки
Цей район усе ще залишається жвавим торговельним кварталом із щоденним ринком овочів Ерберія та рибним ринком на Кампо-делла-Пешерія. На рибному ринку доступний величезний вибір риби та морепродуктів, включаючи молюсків, кальмарів, каракатиць, гігантських тигрових креветок, кефалі, вугрів, крабів, восьминогів і омарів.